# Jan Groenestein
Johannes Maria « Jan » Groenestein, né le 4 octobre 1919 à Amsterdam et mort le 27 novembre 1971 dans la même ville, est un sculpteur, designer, peintre, pastelliste, aquarelliste, lithographe et aquafortiste néerlandais.

## Biographie
Jan Groenestein naît le 4 octobre 1919 à Amsterdam.
Élève de Kuno Brinks, Heinrich Campendonk et de Gé Röling (nl), il expose à la Biennale de São Paulo de 1961
Ses élèves sont Florette Horninge-Jacobs et Jo Konijnenberg-de Groot.
Jan Groenestein meurt le 27 novembre 1971 dans sa ville natale.